# Medalla por Servicio Distinguido de la Armada

La Medalla por Servicio Distinguido de la Armada (en inglés: Navy Distinguished Service Medal) es una condecoración de la Armada de Estados Unidos y del Cuerpo de Marines de Estados Unidos creada el 4 de febrero de 1919.
Es otorgada a oficiales y tropa de la Armada y del Cuerpo de Marines de Estados Unidos que se distinguen por el excepcional servicio meritorio al gobierno en un lugar de gran responsabilidad. Puede ser otorgada tanto por acciones de combate o fuera de combate. El término "gran responsabilidad" implica una responsabilidad militar superior, y normalmente sólo es otorgada a generales y oficiales superiores de la Armada. Raramente se otorga a suboficiales y tropa. 
Es la cuarta medalla militar más alta, equivalente a las medallas de Servicios Distinguidos en Defensa, el Ejército, la Fuerza Aérea, y los Guardacostas. Cada una con su propio diseño.
El primero en recibirla fue el brigadier general Charles A. Doyen, USMC, que la recibió a título póstumo el 13 de marzo de 1919.
Las condecoraciones posteriores se indican mediante estrellas de oro sobre el galón.

## Diseño
Una medalla suspendida de una estrella de 5 puntas en esmalte blanco, con bolas doradas en las puntas. En el centro de la estrella hay un ancla, y entre los brazos de la estrella salen rayos dorados.
En el anverso aparece el águila calva americana con las alas abiertas en medio de un medallón de bronce dorado. El águila lleva una rama de olivo y unas flechas en las garras (derecha e izquierda, respectivamente). Alrededor del águila hay un anillo en esmalte azul con la leyenda "UNITED STATES NAVY", con la palabra "NAVY" centrada en la parte inferior. Por fuera del esmalte, hay un borde dorado consistente en olas moviéndose como las agujas del reloj. El diseño se basa directamente en el de la Medalla por Servicio Distinguido en el Ejército. El águila es el águila calva americana, que simboliza los Estados Unidos, mientras que las olas aluden al servicio naval (al igual que la estrella). El ramo de olivo y las flechas se refieren al servicio distinguido tanto en tiempo de paz como de guerra. La estrella indica el servicio militar, y el ancla indica el servicio realizado en servicio de la marina.
En el reverso de un medallón de bronce hay un tridente rodeado por una corona de laurel. La corona está rodeada por un anillo de esmalte con la inscripción FOR Distinguished SERVICE ("Por el Servicio Distinguido"), rodeada por unas olas al igual que en el anverso. El tridente simboliza la autoridad de Poseidón, el dios griego del mar que tenía poder para causar terremotos. El tridente también simboliza el servicio naval, al igual que las olas que rodean el anillo. La corona de laurel representa el éxito.
Cuelga de un galón azul marino con una franja central de oro (los colores de la Armada de los Estados Unidos.

## Receptores notables
- Thomas Alva Edison
- Dwight D. Eisenhower
- William Frederick Halsey, Jr (con tres estrellas de oro)
- Douglas MacArthur
- Chester Nimitz (con tres estrellas de oro)
- Alexander Vandegrift
- Ross E. Rowell